# Емих IV
Емих IV фон Лайнинген (на немски: Emich IV von Leiningen, * ок. 1215, † 1281) е граф на Лайнинген. Той е основател на град Ландау в Пфалц.
Той е вторият син на граф Фридрих II († 1237) от род Валрамиди, граф на Саарбрюкен и граф на Лайнинген, и съпругата му Агнес фон Еберщайн, дъщеря на граф Еберхард III фон Еберщайн. Майка му е братовчедка на унгарската кралица Гертруда от Мерания.
Брат е на Фридрих III († 1287), Бертхолд († 1285), епископ на Бамберг, Хайнрих († 1272), епископ на Шпайер († 1272). Чичо е на Фридрих фон Боланден, епископ на Шпайер (1272 – 1302), и на Емих фон Лайнинген, епископ на Шпайер († 1328).
След смъртта на баща му се стига до конфликт между Емих IV и брат му Фридрих III († 1287), който е уреден с подялба на наследството чрез съдействието на техния чичо по майчина линия, Конрад V фон Еберщайн, епископът на Шпайер († 1245). Емих получава половината със замък Ландау. Той основава линията Лайнинген-Ландек.
Около 1260 г. той създава селище около замък Ландек, което става през 1274 г. град Линдау. Емих умира през 1281 г. и е наследен от син му със същото име.

## Фамилия
Емих се жени през 1234 г. за Елизабет от Аспремонт (1227 – 1264). Те имат децата:
- Аделхайд († между 20 септември 1296 и 12 май 1301), омъжена на 15 март 1265 г. за граф Йохан I фон Спонхайм-Кройцнах († 1291), син на граф Симон I фон Спонхайм-Кройцнах и Маргарета фон Хаймбах
- Агнес († ок. 1303), омъжена пр. 1288 г. за граф Ото I фон Насау-Зиген († 1290)
- Емих V († 1289), граф на Лайнинген-Ландек, женен за Катарина фон Оксенщайн († 1313), дъщеря на Кунигунда фон Хабсбург
- Кунигунда, омъжена 1266 за граф Хайнрих I фон Бламон († 1331)

През 1265 г. той се жени втори път за Маргарета фон Хенгебах (Хаймбах), вдовица на граф Симон I фон Спонхайм-Кройцнах († 1264). Бракът е бездетен.